# 曹登庸
曹登庸，字薌溪，河南光山人。清朝官員，書法家。

## 生平
曹登庸自幼聰慧，道光二十七年（1847年）中丁未科二甲第四名進士，選庶吉士，散館後授翰林院編修。咸豐年間，官至京畿道監察御史，以“直諫”之名蜚聲朝野。後因事以六部員外郎降補，閒居二十餘年，卒於北京。
咸豐七年（1857年）曾彈劾河南學政俞樾試題“割裂經義”，使俞樾被罷職。
工書法，以楷書、行書見長。

## 外部連結
- 京畿道督察院监察御史曹登庸 白雀園信息網
- 曹登庸 （页面存档备份，存于） 中央研究院歷史語言研究所